# Isaak Aluf
Isaak Samuiłowicz Aluf (ros. Исаак Самуилович Алуф, ur. 30 listopada 1885 w Połocku, zm. 20 lipca 1935 w Kazaniu) – rosyjski lekarz neurolog. Od 1932 do 1935 roku kierował Kazańskim Instytutem Medycznym. W latach 1930–1935 profesor neurologii i kierownik Kliniki Neurologicznej Uniwersytetu w Kazaniu. Zajmował się cytoarchitektoniką i psychoterapią.